# Número de Womersley
El número de Womersley (α) es un número adimensional utilizado en biomecánica de fluidos. Representa la relación entre la frecuencia de un flujo pulsante y los efectos viscosos.

## Etimología
El número de Womersley se llama así en honor a John R. Womersley (1907-1958).

## Simbología
| Símbolo                       | Nombre                                 | Unidad  |
| ----------------------------- | -------------------------------------- | ------- |
| {\displaystyle \mathrm {Re} } | Número de Reynolds                     |         |
| {\displaystyle \mathrm {St} } | Número de Strouhal                     |         |
| {\displaystyle \alpha }       | Número de Womersley                    |         |
| {\displaystyle \rho }         | Densidad                               | kg / m3 |
| {\displaystyle \nu }          | Viscosidad cinemática                  | m2 / s  |
| {\displaystyle \omega }       | Frecuencia angular de las oscilaciones | s-1     |
| {\displaystyle d}             | Dimensión de área                      | m       |
| {\displaystyle L}             | Longitud característica                | m       |

## Descripción
El número de Womersley aparece en la solución de las ecuaciones de Navier-Stokes linealizadas para un flujo oscilatorio laminar e incompresible en un tubo.
El número de Womersley se define como:
{\displaystyle \alpha ={\sqrt {\frac {\text{Fuerzas inerciales}}{\text{Fuerzas viscosas}}}}}
|               | 1 | 2 | 3 | 4 | 5 |
| ------------- | --- | --- | --- | --- | --- |
| Ecuaciones    | {\displaystyle \alpha ={\sqrt {\frac {m\ u\ (u/L)}{\nu \ (\nu \ \rho )}}}}                                                                                | {\displaystyle \omega ={\frac {u}{L}}} | {\displaystyle u={\frac {L}{t}}} | {\displaystyle \nu ={\frac {d^{2}}{t}}} | {\displaystyle \rho ={\frac {m}{d^{2}\ L}}} |
| Ordenando     | {\displaystyle \alpha ={\sqrt {{\Bigl (}{\frac {u\ /\ L}{\nu }}{\Bigr )}{\Bigl (}{\frac {m\ u}{\nu \ \rho }}{\Bigr )}}}}                                  | | | | |
| Sustituyendo  | {\displaystyle \alpha ={\sqrt {{\Bigl (}{\frac {[\omega ]}{\nu }}{\Bigr )}{\Bigl (}{\frac {m\ [L\ /\ t]}{[d^{2}\ /\ t]\ [m\ /\ (d^{2}\ L)])}}{\Bigr )}}}} | {\displaystyle \alpha ={\sqrt {{\Bigl (}{\frac {[\omega ]}{\nu }}{\Bigr )}{\Bigl (}{\frac {m\ [L\ /\ t]}{[d^{2}\ /\ t]\ [m\ /\ (d^{2}\ L)])}}{\Bigr )}}}} | {\displaystyle \alpha ={\sqrt {{\Bigl (}{\frac {[\omega ]}{\nu }}{\Bigr )}{\Bigl (}{\frac {m\ [L\ /\ t]}{[d^{2}\ /\ t]\ [m\ /\ (d^{2}\ L)])}}{\Bigr )}}}} | {\displaystyle \alpha ={\sqrt {{\Bigl (}{\frac {[\omega ]}{\nu }}{\Bigr )}{\Bigl (}{\frac {m\ [L\ /\ t]}{[d^{2}\ /\ t]\ [m\ /\ (d^{2}\ L)])}}{\Bigr )}}}} | {\displaystyle \alpha ={\sqrt {{\Bigl (}{\frac {[\omega ]}{\nu }}{\Bigr )}{\Bigl (}{\frac {m\ [L\ /\ t]}{[d^{2}\ /\ t]\ [m\ /\ (d^{2}\ L)])}}{\Bigr )}}}} |
| Simplificando | {\displaystyle \alpha =L\ {\sqrt {\frac {\omega }{\nu }}}}                                                                                                | {\displaystyle \alpha =L\ {\sqrt {\frac {\omega }{\nu }}}}                                                                                                | {\displaystyle \alpha =L\ {\sqrt {\frac {\omega }{\nu }}}}                                                                                                | {\displaystyle \alpha =L\ {\sqrt {\frac {\omega }{\nu }}}}                                                                                                | {\displaystyle \alpha =L\ {\sqrt {\frac {\omega }{\nu }}}}                                                                                                |

{\displaystyle \alpha =L\ {\sqrt {\frac {\omega }{\nu }}}}
También se puede escribir:
{\displaystyle \alpha ={\sqrt {2\pi \cdot Re\cdot St}}}
| Valor                           | Observación |
| ------------------------------- | --- |
| {\displaystyle 0<\alpha \leq 1} | La frecuencia de las pulsaciones es suficientemente baja para que se desarrolle un perfil de velocidad parabólico entre cada ciclo. El flujo estará casi en fase con el gradiente de presión y es correcta la utilización de la ley de Poiseuille utilizando el gradiente de presiones instantáneo. |
| {\displaystyle \alpha \geq 10}  | La frecuencia de las pulsaciones es suficientemente alta que el perfil de velocidades es relativamente plano y el desfase entre el flujo y el gradiente de presiones es de aproximadamente 90 grados.                                                                                               |

En una red de distribución que va desde un tubo de diámetro grande a muchos tubos de diámetro pequeño en la que la frecuencia, densidad y viscosidad dinámica son iguales en toda la red, por ejemplo la red de arterias y venas del cuerpo humano, el número de Womersley es grande en los vasos sanguíneos grandes y pequeño en los vasos sanguíneos pequeños.
Se ha argumentado que las leyes universales biológicas (leyes de potencias que describen la variación de cantidades como la velocidad de metabolismo, esperanza de vida, altura, etc., en función de la masa corporal) son una consecuencia de la necesidad de minimización de energía, la naturaleza fractal de las redes vasculares y el paso de números de Womersley grandes a pequeños mientras se progresa de vasos grandes a pequeños.